# 大牟田市立銀水小学校
大牟田市立銀水小学校（おおむたしりつぎんすいしょうがっこう）は、福岡県大牟田市に所在する公立小学校。

## 所在地
- 福岡県大牟田市大字田隈239番地

## 沿革
- 1876年（明治9年）- 学校創立
- 1918年（大正7年） - 現在の場所に校舎設置
- 1976年（昭和51年） - 100周年記念行事が行われる

## 通学区域
- 大字宮部（みやべ）
- 大字久福木（くぶき）
- 大字田隈（たくま）の一部
- 大字橘（たちばな）の一部
- 大字草木（くさき）の一部
- 大字吉野（よしの）の一部
- 大字甘木（あまぎ）の一部
- 大字三池（みいけ）の一部[1]

## 周辺
- 大牟田市立田隈中学校
- 大牟田中学校・高等学校
- 三池病院
- 鹿児島本線 - 銀水駅
- 西鉄天神大牟田線
- 国道208号
- 市道浄真町吉野線
- 福岡県道93号大牟田高田線
- 白銀川

## 著名な出身者
- 猿渡瞳 - 作文『命を見つめて』で知られる少女。